# Edwards County (Illinois)
Edwards County is een county in de Amerikaanse staat Illinois.
De county heeft een landoppervlakte van 576 km² en telt 6.971 inwoners (volkstelling 2000). De hoofdplaats is Albion.

## Bevolkingsontwikkeling

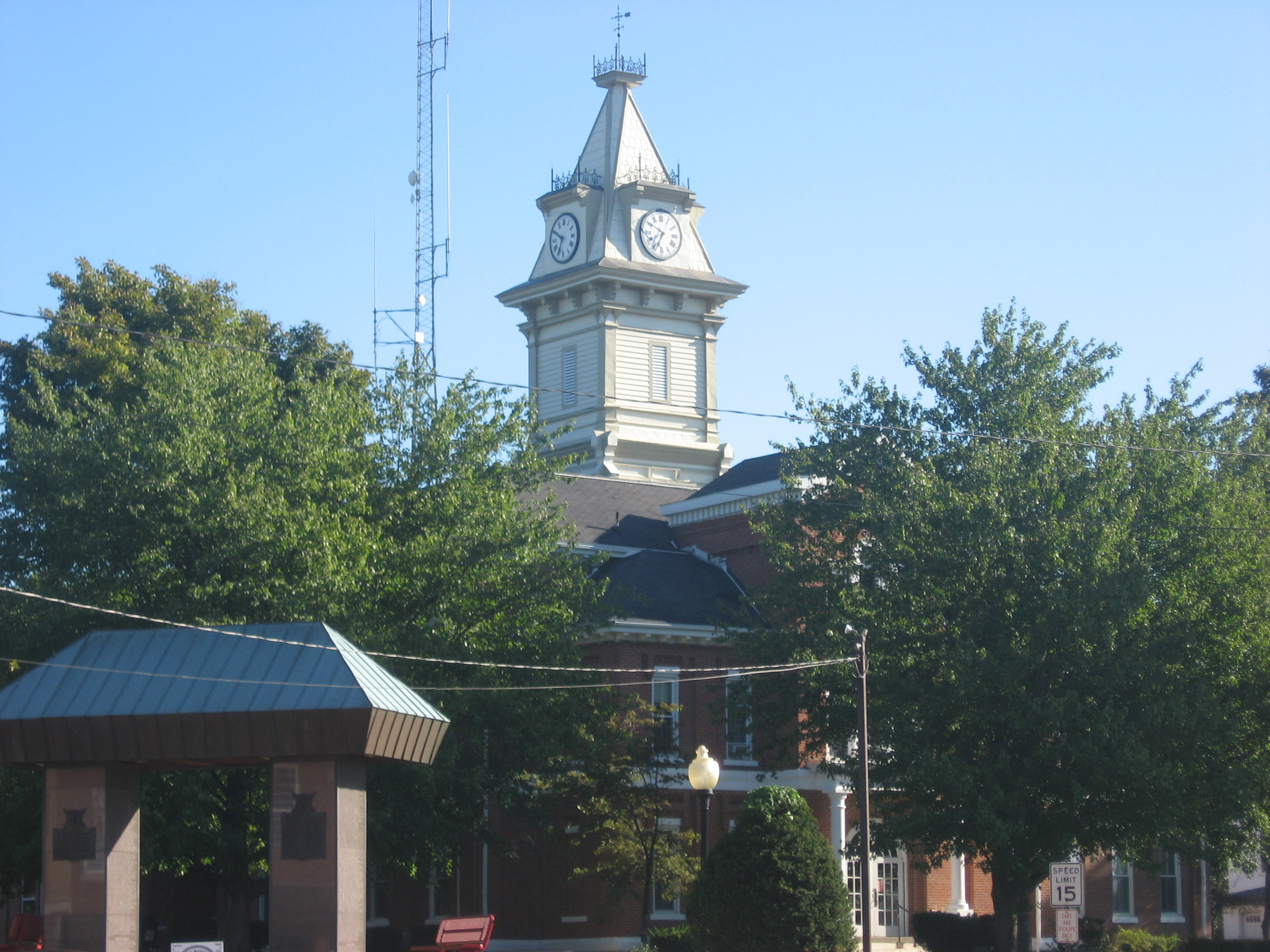
Edwards County Courthouse